# Gornja Vrba
Gornja Vrba (srbsky Горња Врба, maďarsky Felsőverba) je vesnice a správní středisko stejnojmenné opčiny v Chorvatsku v Brodsko-posávské župě. Nachází se na úpatí pohoří Dilj, asi 5 km východně od Slavonského Brodu. V roce 2011 žilo v opčině 2 512 obyvatel, z toho 1 913 ve vesnici Gornja Vrba (v překladu horní vrba), která je správním střediskem opčiny, a 599 ve vesnici Donja Vrba (v překladu dolní vrba). Opčina též zahrnuje vesnici Klis, ta však není samostatným sídlem. Celá Gornja Vrba je de facto předměstím města Slavonski Brod.
Jižně od Gornje Vrby protéká řeka Sáva a prochází zde hranice s Bosnou a Hercegovinou. Opčinou též protéká řeka Biđ, ta ale neprochází žádným sídlem a v této části má spíše charakter potoka. Opčinou procházejí župní silnice Ž4210 a Ž4212. Severně též prochází dálnice A3 a nachází se zde na ní exit 15, zajišťující rychlé spojení Gornje Vrby s dálnicí.